# Thoopterus
Thoopterus là một chi động vật có vú trong họ Dơi quạ, bộ Dơi. Chi này được Matschie miêu tả năm 1899. Loài điển hình của chi này là Thoopterus nigrescens (Gray, 1870).

## Các loài
Chi này gồm các loài:
- Thoopterus nigrescens
- Thoopterus suhaniahae